# Földes Éva

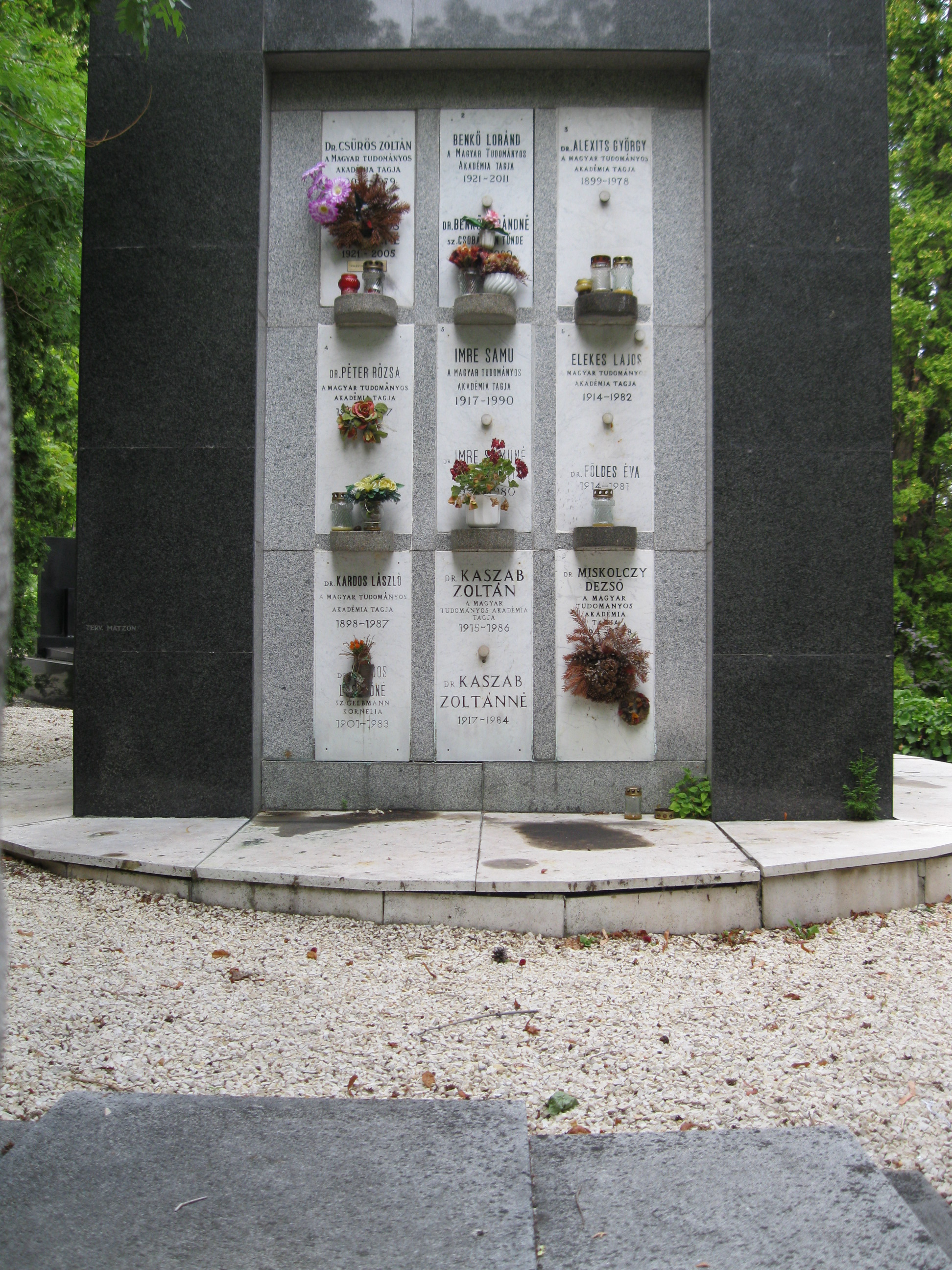
Farkas Éva nyughelye

Földes Éva (Szombathely, 1914. július 6. – Balatonalmádi, 1981. július 9.) sporttörténész, neveléstörténész, az 1948. évi londoni olimpia művészeti versenyeinek harmadik helyezettje.

## Életpályája
Földes Sámuel vállalkozó, mérnök és Rosenberger Irma gyermekeként született. 1937-ben a Pázmány Péter Tudományegyetemen francia–olasz–latin szakos tanári és bölcsészdoktori oklevelet szerzett, majd különféle lapok újságíró munkatársa lett. 1941-ben származása miatt eltiltották az újságírástól, 1944-ben Németországba deportálták. 
1945-ben szabadult a mauthauseni koncentrációs táborból, és hazatérése után ismét újságíróként tevékenykedett. Az 1948. évi olimpián a magyar csapat titkáraként és tolmácsaként vett részt. A Fiatalság forrása című művével az olimpia művészeti versenyeinek epikai művek versenyágában harmadik helyezést ért el. Hazatérése után 1954-ig a Testnevelési Főiskolán sport- és neveléstörténetet tanított, majd 1957-ig a Sport Lap- és Könyvkiadó Vállalat lektora lett. 
1957-től nyugalomba vonulásáig a Gyógypedagógiai Tanárképző Főiskola tanára, egyúttal 1962-től az Eötvös Loránd Tudományegyetem Pedagógia Tanszékének docense. Tagja volt a Magyar Pedagógiai Társaság elnökségének, a Tudományos Minősítő Bizottság Pedagógiai Szakbizottságának, a Pedagógia című lap szerkesztőbizottságának, továbbá az MTA neveléstörténettel foglalkozó albizottságának. Nyugalomba vonulásától haláláig az MTA tudományos tanácsadója volt. Vízi balesetben vesztette életét.

## Emlékezete
Sírja Budapesten található, a Farkasréti temető Urnaházában a 6-os számú urnafülke.

## Magánélete
Férje Elekes Lajos történész volt.

## Főbb művei
- Kossuth Zsuzsanna. A magyar szabadságharc ismeretlen hősnőjének élete és levelei (Szabó Emmával, Budapest, 1944)
- Testnevelés- és sporttörténet 1.–3. (Budapest., 1952–1953)
- Az úszás mesterei (Budapest, 1954)
- Fejezetek a magyar testnevelés történetéből (Budapest, 1956)
- A korai utópista szocialisták pedagógiai nézeteiről (Budapest, 1958)
- A sport történetéből (Budapest, 1959)
- A Tanácsköztársaság sportja; Sport, Bp., 1959
- Népoktatási, népnevelési törekvések a korai antifeudális népi forradalmi mozgalmakban (Budapest, 1964)
- Comenius and Hungary. Essays; szerk. Földes Éva, István Mészáros; Akadémiai, Bp., 1973
- A magyar testnevelés és sport története (Kun Lászlóval, Kutassi Lászlóval, Budapest, 1977)
- Földes Éva–Kun László–Kutassi László: A magyar testnevelés és sport története. Testnevelési főiskolai tankönyv; 2. jav., bőv. kiad.; Sport, Bp., 1982

## Díjai, elismerései
- Magyar Népköztársasági Sportérdemérem ezüst fokozat (1951)[6]